# Карливка
Карливка (на украински: Карлівка) е град в Източна Украйна, Полтавска област.
Разположен е на 40 km източно от Полтава. Населението му е около 17 800 души.
Селището е основано през 1711 година и има статут на град от 1957 година.

## Известни личности
Родени в Карливка
- Трофим Лисенко (1898 – 1976), агроном
- Николай Подгорни (1903 – 1983), политик